# Tim Kurzbach

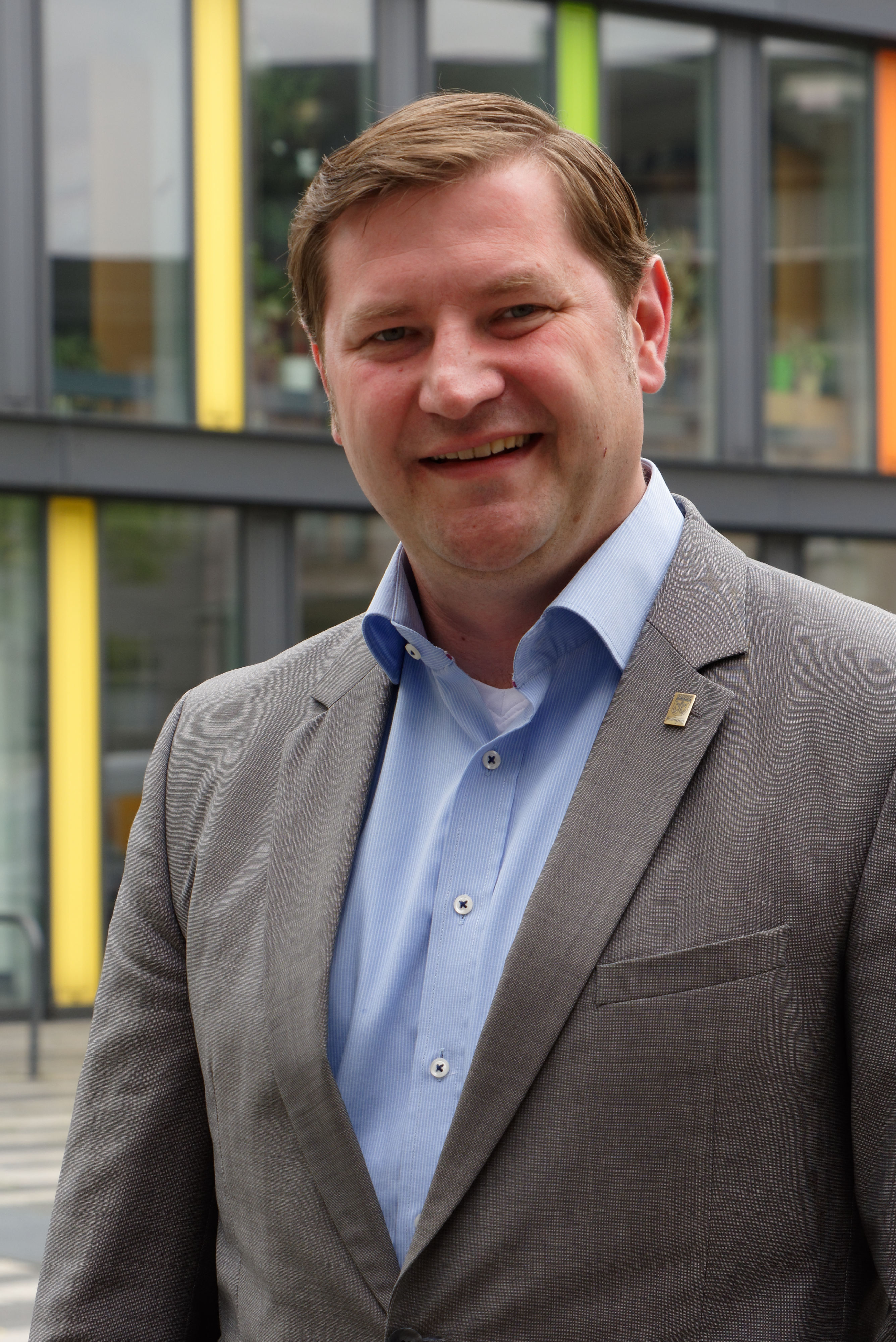
Oberbürgermeister Tim Kurzbach vor dem Rathaus in Solingen-Mitte (2017)

Tim-Oliver Kurzbach (* 27. April 1978 in Solingen-Ohligs) ist ein deutscher Politiker (SPD) und seit 2015 Oberbürgermeister der nordrhein-westfälischen Großstadt Solingen.

## Herkunft, Studium, berufliche Tätigkeit und Privates
Tim Kurzbach, der Sohn eines Kfz-Meisters und einer Hausfrau, wuchs mit seinem jüngeren Bruder in einer katholisch geprägten Mittelschichtsfamilie im Solinger Stadtteil Ohligs auf. Von 1984 bis 1988 besuchte er dort die Gemeinschaftsgrundschule Südstraße. Bis 1991 war er Ministrant bei Monsignore Heinz-Manfred Jansen in der katholischen Kirchengemeinde St. Joseph in Solingen-Ohligs. Im Jahr 1988 wechselte Kurzbach auf die Albert-Schweitzer-Realschule in Solingen-Wald, die er im Jahr 1994 mit der Fachoberschulreife verließ. Als Realschüler war er in der Pfarr- und Jugendarbeit von St. Joseph in Solingen-Ohligs aktiv. Im Jahr 1996 erwarb Kurzbach die Fachhochschulreife (mit dem Schwerpunkt Sozialpädagogik) am Mildred-Scheel-Berufskolleg in Solingen-Merscheid. In den Jahren 1996 bis 1997 hielt sich Kurzbach in Pamplona (Spanien) auf. Ab dem Wintersemester 1997/98 studierte er an der Fachhochschule in Köln Soziale Arbeit und erwarb 2006 den akademischen Grad Dipl.-Sozialarbeiter (FH).
In den Jahren 1998 bis 2005 war er Vorsitzender des Bundes der Deutschen Katholischen Jugend (BDKJ) Remscheid und Solingen. Von 1999 bis 2004 war Kreisbereitschaftsleiter vom Deutschen Roten Kreuz (DRK) in Solingen und später bis zum Jahr 2011 für den ganzen Bezirk Düsseldorf. Zusätzlich wirkte er bis 2015 ehrenamtlich als Arbeitsrichter (Beisitzer) am Arbeitsgericht Solingen. Seit 2014 ist er stellvertretender Vorsitzender der katholischen Jugendwerke Bergisch Land e. V.
Bis zu seiner Wahl zum Solinger Oberbürgermeister im Jahr 2015 war er hauptamtlicher Vorstand des Kreisverbandes der Solinger Arbeiterwohlfahrt.
Kurzbach ist Vater von drei Söhnen und wohnt mit seiner Ehefrau, der ehemaligen Grünen-Stadtverordneten Ursula Linda Kurzbach (geb. Zarniko), in Solingen-Ohligs. Kurzbach ist praktizierender Katholik und aktives Mitglied der Kirchengemeinde St. Sebastian in Ohligs, wo er auch als Lektor im Gottesdienst mitwirkt. Seit 2014 ist er Vorsitzender des Diözesanrates im Erzbistum Köln, der ca. 2,1 Mio. Katholiken im Rheinland vertritt. Kurzbach ist Anhänger des 1. FC Köln.
Als Karnevalist gehört er der Prinzengarde Blau-Gelb Ohligs 1936 e. V. und den Ohligser Jongens e. V. an und übernahm 2012 die Rolle des Hoppeditz am „Elften im Elften“. 2012 gründete er mit anderen den Verein zur Förderung des traditionellen Solinger Brauchtums e. V. (u. a. Solinger-Zöppkesmarkt), dessen stellv. Vorsitzender er seitdem ist.

## Politische Karriere

### SPD-Stadtrat (2004 bis 2015)
Als 23-jähriger Sozialpädagogik-Student trat Kurzbach 2001 in die SPD ein. Von 1999 bis 2015 war er Mitglied im Jugendhilfeausschuss und in den Jahren 2004 bis 2015 Stadtrat für die SPD in Solingen. Die SPD-Fraktion wählte ihn 2012 zum Fraktionsvorsitzenden, den SPD-Fraktionsvorsitz hatte Kurzbach bis 2015 inne.

### Oberbürgermeister von Solingen (seit 2015)

#### Oberbürgermeisterwahl (2015)
Am 30. November 2013 wurde Kurzbach auf dem Nominierungsparteitag der Solinger SPD zum Kandidaten für die Solinger Oberbürgermeisterwahl im September 2015 gewählt. Im Jahr 2015 entschied sich der Solinger Kreisverband von Bündnis 90/Die Grünen, ihn zu unterstützen und als gemeinsamen Kandidaten aufzustellen. In einer Stichwahl am 27. September 2015 gewann Kurzbach mit 55,61 % der Stimmen die Wahl zum neuen Solinger Oberbürgermeister. Sein Gegenkandidat von der CDU war Frank Feller, der 44,39 % der Wählerstimmen erhielt. Am 21. Oktober trat er die Amtsnachfolge von Norbert Feith (CDU) an und wurde acht Tage später in der Festhalle Ohligs als 20. Oberbürgermeister von Solingen vereidigt. Seit 2016 ist er Schirmherr der Wunschzettel-Aktion der Solinger Tafel e. V.

#### Oberbürgermeisterwahl (2020)
Im März 2018 erklärte Kurzbach, dass er sich am 13. September 2020 zur OB-Wiederwahl stellen werde. Die Kandidatur Kurzbachs zum OB-Spitzenkandidaten wurde mehrheitlich von der Solinger SPD und den Grünen getragen. Am 30. Mai 2020 stimmten von 98 SPD-Mitgliedern 96 für Kurzbach, bei zwei ungültigen Stimmen, bei den Grünen votierten 29 von 30 Parteimitgliedern ebenfalls für ihn. Am 13. September 2020 erreichte Kurzbach im ersten Wahlgang mit 55,3 % die absolute Mehrheit der Solinger Wählerstimmen.
Die zweite Amtszeit für Kurzbach endet regulär am 31. Oktober 2025.

#### Ermittlungen wegen möglicher Verwicklung in Schleuseraktivitäten (2024)
Im Juni 2024 wurde bekannt, dass Ermittlungen gegen Kurzbach wegen einer möglichen Verwicklung in die Luxus-Schleuser-Affäre eingeleitet wurden; dabei werden auch Zusammenhänge mit Parteispenden aus den Jahren 2019 und 2020 untersucht.

#### Keine dritte Kandidatur
Am 5. Februar 2025 kündigte Tim Kurzbach an, bei der Kommunalwahl im September 2025 nicht für eine dritte Amtszeit als Oberbürgermeister in Solingen kandidieren zu wollen.

## Politische Ämter
- 2004–2015: SPD-Stadtverordneter im Solinger Stadtrat
- 2012–2015: SPD-Fraktionsvorsitzenden im Solinger Stadtrat
- 2004–2015: Aufsichtsratsvorsitzender der Altenzentren der Stadt Solingen gGmbH
- seit 2015-0: Vorsitzender des Verwaltungsrats der Stadt-Sparkasse Solingen[22]
- seit 2016-0: Beisitzer/Mitglied im Vorstand der SPD Nordrhein-Westfalen[23]
- seit 2019-0: stellvertretender Vorsitzender der Metropolregion Rheinland[24]
- seit 2022-0: Mitglied im Vorstand des Städtetag Nordrhein-Westfalen[25]